# Болл-арена
Болл-арена (англ. Ball Arena) — многофункциональная арена в Денвере, Колорадо, США. Арена является домашней для команд «Денвер Наггетс» (НБА), «Колорадо Эвеланш» (НХЛ) и «Колорадо Мамонт» (NLL). В промежутках между играми спортивных команд Денвера, арена используется для проведения концертов.
С 1999 по 2020 годы арена была названа в честь спонсора PepsiCo — «Пепси-центр». На английском языке арена носила название «Pepsi Center», а не «The Pepsi Center». В октябре 2020 года права на название арены приобрела корпорация Ball.
Вместимость арены составляет 19 155 для баскетбольных матчей, 18 007 для хоккейных и лакросса и 17 417 для американского футбола в помещении.
«Пепси-центр» принимал матч всех звёзд НХЛ 2001 года, финал Кубка Стэнли 2001 и матч всех звёзд НБА 2005 года. В 2004—2006 годах на арене проходили игры мужского баскетбольного турнира конференции Mountain West. В 2003 на арене проходило шоу WWE Vengeance.
4 ноября 2008 года «Пепси-центр» принимал KBPI Infest на котором выступали Metallica, Down и The Sword.